# 4-アミノキノリン
4-アミノキノリン(4-Aminoquinoline)は、アミノキノリンの一種で、キノリンの4位にアミノ基が付加している。
4-アミノキノリンの様々な誘導体は、赤血球感染の治療に有用な抗マラリア剤になる。例としては、アモジアキン、クロロキン、ヒドロキシクロロキン等がある。

アモジアキン
クロロキン
ヒドロキシクロロキン